# 古賀太郎
古賀 太郎（こが たろう、1885年2月5日 - 1946年10月27日）は、日本の政治家。衆議院議員（1期）。

## 経歴
福岡県出身。村会議員、宗像郡農会議員、同副会長、同会長、宗像郡養鶏、養豚、牛馬商、農業保険各組合長、福岡県家畜保険組合、同県農業保険組合連合会、同県蔬菜採種組合連合会各監事、同県農業会宗像支部長、同県青果物統制会社宗像支所長となる。
1946年の第22回衆議院議員総選挙で福岡県第1区(大選挙区制)から無所属で立候補したが落選。7月に同じ選挙区から当選した稲富稜人の辞職により、繰り上げ当選となった。所属は無所属倶楽部から日本自由党に移った。しかし、10月27日に死去した。